# Trey
Trey es una comuna suiza del cantón de Vaud, situada en el distrito de Broye-Vully. Limita al norte con la comuna de Payerne, al este con Torny (FR), al sur con Châtonnaye (FR), y al oeste con Valbroye.
La comuna hizo parte hasta el 31 de diciembre de 2007 del distrito de Payerne, círculo de Payerne.

## Transportes
Ferrocarril
Cuenta con una estación ferroviaria en la que efectúan parada trenes de cercanías pertenecientes a la red 'RER Vaud'.